# Los últimos días de Pompeya (serie de televisión)
Los últimos días de Pompeya (título original: The Last Days of Pompeii) es una miniserie italiana que fue producida en 1984. Está basada en la novela del mismo nombre Los últimos días de Pompeya de Edward George Bulwer-Lytton.

## Argumento
Es el año 79. El imperio romano se ha vuelto un imperio mundial, que nadie puede detener. En ese imperio aparece el cristianismo que busca hacer resistencia frente a un imperio construido con la violencia y la esclavitud que hay en ella. En medio de todo esto está Pompeya, una ciudad cerca del volcán Vesubio y que pronto dejará de existir en el mismo año cuando el volcán vaya a erupcionar. Allí vive la clase más alta del imperio y en ella las vidas de diferentes personajes quedan entrelazadas. 
El joven noble Glauco se enamora de Ione, a quien el sacerdote egipcio de Isis Arbaces, que lidera el culto en la ciudad, desea convertir en sacerdotisa para sus propios fines, algo que quiere hacer también con su hermano Antonio. El gladiador y antiguo esclavo Lydon, que es el más grande gladiador del lugar, trata de conseguir dinero para liberar a su padre, que todavía es esclavo, y casarse con Nydia, una esclava ciega que, a su vez, ama a Glauco. Entretanto el comerciante Diomedes pretende llegar a ser magistrado con el apoyo de Arbaces, el cual, en su codicia, está dispuesto incluso a asesinar a cualquiera que se quiera entrometer en su camino, por lo que quiere utilizarlo para deshacerse de Glauco. 
Y mientras tanto el cristianismo, que está siendo perseguido en el imperio y en la ciudad, se está extendiendo cada vez más en Pompeya bajo el liderazgo del herrero Olintho en la clandestinidad. También él se verá involucrado en los acontecimientos a causa de las maquinaciones de Arbaces, que impulsa la persecución de los cristianos en la ciudad, ya que los ve como una amenaza para su poder e influencia y para su ambición de controlar en un futuro el imperio a través del culto de Isis, que él se encarga que esté en auge.

## Reparto
- Nicholas Clay - Glauco
- Brian Blessed - Olintho
- Ernest Borgnine - Marcus
- Olivia Hussey - Ione
- Linda Purl - Nydia
- Franco Nero - Arbaces
- Duncan Regehr - Lydon
- Ned Beatty - Diomedes
- Lesley-Anne Down - Chloe
- Benedict Taylor - Antonio
- Laurence Olivier- Gaius
- Siobhán McKenna- Fortunata

## Producción
La serie, que fue una de muchas adaptaciones de la obra, fue la más costosa de todas las adaptaciones que hubo hasta entonces. Costó 19 millones de dólares. Se eligió a Peter Hunt para dirigirla, ya que ya hizo anteriormente varias películas taquilleras.
La serie fue filmada en los míticos Pinewood Studios y en los exteriores naturales de las ruinas de Pompeya y Nápoles.

## Recepción
La miniserie tuvo mucho éxito. También en España gozó de un considerable éxito. Adicionalmente es considerada por los críticos como la mejor adaptación de la novela.